# Dieter Schönecker
Dieter Schönecker (* 1965 in Köln) ist ein deutscher Philosoph. Seit 2006 ist er Professor für Praktische Philosophie an der Universität Siegen.

## Lebenslauf
Schönecker studierte Philosophie, Deutsche Literaturwissenschaft und Vergleichende Religionswissenschaft in Bonn und Amherst. 1997 wurde er in Bonn mit einer Dissertation über die Deduktion des kategorischen Imperativs im dritten Abschnitt von Immanuel Kants Grundlegung zur Metaphysik der Sitten promoviert.
Von 1997 bis 1999 war Schönecker Visiting Fellow und Lecturer an der Yale University. 1999 war er als Wissenschaftlicher Assistent an der Universität Bonn tätig, von 2000 bis 2002 an der Universität Halle-Wittenberg; von 2003 bis 2005 war er Associate Professor am Stonehill College. Seit Januar 2006 ist Schönecker Lehrstuhlinhaber an der Universität Siegen. Schönecker ist Gründer des Zentrums für Kommentarische Interpretationen zu Kant (ZetKIK).
Gemeinsam mit Nico Strobach ist Schönecker Herausgeber der Reihe Einführungen Philosophie (Wissenschaftliche Buchgesellschaft), die der Herangehensweise der analytischen Philosophie verpflichtet ist.
Für seine Arbeit am ZetKIK und die damit verbundene Förderung des Deutschen als Wissenschaftssprache wurde Dieter Schönecker 2011 mit dem Initiativpreis Deutsche Sprache ausgezeichnet.
2019/2020 war Dieter Schönecker „Gerda Henkel Visiting Professor at Stanford University“. Dieter Schönecker ist Gründungsmitglied des Netzwerks Wissenschaftsfreiheit.
2022 hat Dieter Schönecker den Lyrik-Band „Dakota Suite“ veröffentlicht. Eine Rezension beschrieb das Buch als „herausragende zeitgenössische Lyrik von Rang“. Zuvor hatte er bereits in Versnetze_neun (2016), Versnetze_zehn (2017), Jahrbuch der Lyrik (2017, 2018, 2019) sowie in Gedichte für alle Liebeslagen (Reclam-Verlag 2021) veröffentlicht, außerdem in Literaturzeitschriften (Seitenstechen Nr. 3, Der Maulkorb Nr. 23, Wespennest Nr. 176, Ostragehege Nr. 92, Das Gedicht Nr. 28).

## Forschung
Schönecker vertritt die im Gedanken der kommentarischen Interpretation enthaltene Trennung von philosophiehistorischer Forschung und systematischer Begriffsbildung. Seine Forschungsschwerpunkte sind systematisch Metaethik, Erkenntnistheorie und Angewandte Ethik, sowie historisch die praktische Philosophie Immanuel Kants. In systematischer Hinsicht ist er ein Vertreter des moralischen Realismus.
Schönecker hat die Übersetzung von Alvin Plantingas Werk „Warranted Christian Belief“ ins Deutsche initiiert. Er ist außerdem Herausgeber einer Aufsatzsammlung zu diesem Werk, in der Plantinga selbst auf Kritik antwortet.

## Kontroversen
Im Wintersemester 2018/19 erregte eine Lehrveranstaltung Schöneckers zur Philosophie und Praxis der Meinungsfreiheit Aufsehen, zu der dezidiert rechtskonservative oder rechte Denker, darunter Norbert Bolz, Egon Flaig, Thilo Sarrazin und Marc Jongen (MdB, AfD), als Gastredner geladen waren. Diese Einladung löste zunächst universitätsintern Protest, dann in der Regionalpresse und schließlich in überregionalen Feuilletons Diskussionen über Kontroversität und Meinungsfreiheit aus. Am 13. April 2021 veröffentlichte die Neue Zürcher Zeitung einen längeren Artikel von Schönecker mit dem Titel „Ja, es gibt die Cancel-Culture“. Am 27. Juli 2022 erschien „Reden wir lieber von Verbannung – Der Begriff der Cancel Culture ist zu ungenau, um akademischen Ausschluss angemessen zu erfassen“ in der FAZ (S. N4).

## Werke

### Monographien
- mit Gregor Damschen: Selbst philosophieren. Ein Methodenbuch, Berlin, zweite Auflage 2013.
- Kants Begriff transzendentaler und praktischer Freiheit. Eine entwicklungsgeschichtliche Studie. de Gruyter, Berlin 2005 (unter Mitarbeit von Stefanie Buchenau und Desmond Hogan).
- mit Allen W. Wood: Immanuel Kant, „Grundlegung zur Metaphysik der Sitten“. Ein einführender Kommentar.  1. Aufl. 2002, 4. Aufl. Schöningh, Paderborn 2011. 2015: Kant’s Groundwork for the Metaphysics of Morals. A Commentary, Harvard University Press (englische Übersetzung von 2011, mit Ergänzungen und Verbesserungen).
- Kant: Grundlegung III. Die Deduktion des kategorischen Imperativs, Freiburg 1999.

### Herausgeberschaften
- Kants Begründung von Freiheit und Moral in Grundlegung III. Neue Interpretationen, mentis, Münster 2015.
- Das Gute, Schöne und Heilige wahrnehmen –  neue Beiträge zur Realismusdebatte, mentis, Paderborn, 2011 (mit Elisabeth Heinrich)
- Der moralische Status menschlicher Embryonen. Argumente pro und contra. Spezies-, Kontinuums-, Identitäts- und Potentialitätsargument, de Gruyter, Berlin 2003(mit Gregor Damschen)
- Moralische Motivation. Kant und die Alternativen. Kant-Forschungen, Bd. 16, Meiner, Hamburg 2006 (mit Manfred Kühn und Heiner Klemme).
- Groundwork for the Metaphysics of Morals, de Gruyter, Berlin 2006 (mit Christoph Horn).
- Concepts of Rationality, Internationales Jahrbuch des Deutschen Idealismus / International Yearbook of German Idealism, Vol. 1, 2003 (Assistant Editor).
- The Concept of the State, Internationales Jahrbuch des Deutschen Idealismus / International Yearbook of German Idealism, Vol. 2, 2004 (Assistant Editor).
- German Idealism and Contemporary Analytic Philosophy, Internationales Jahrbuch des Deutschen Idealismus / International Yearbook of German Idealism, Vol. 3, 2005 (Assistant Editor).
- Kant verstehen/Understanding Kant. Über die Interpretation philosophischer Texte, 1. Aufl. 2001, 2. Aufl.  Wissenschaftliche Buchgesellschaft, Darmstadt 2004 (mit Thomas Zwenger).
- Immanuel Kant: Grundlegung zur Metaphysik der Sitten. Neu herausgegeben und eingeleitet von Bernd Kraft und Dieter Schönecker, Meiner, Hamburg 2001.

### Aufsätze (Auswahl)
- „Gott und die moralische Welt“, in: Detlef Horster (Hrsg.): Texte zur Ethik. Reclam, Stuttgart 2012, 139–150.
- „Warum moralisch sein? Eine Landkarte für Moralische Realisten“, in: Heiner F. Klemme / Manfred Kühn / Dieter Schönecker (Hrsg.): Moralische Motivation. Kant und die Alternativen. Meiner, Hamburg 2006, 299–327.
- „Ist keine Aussage sicher? Eine Rekonstruktion und Kritik der deutschen Fallibilismusdebatte“, in: Zeitschrift für philosophische Forschung, Heft 1, 2004, 54–79 (mit Miriam Ossa).
- „In dubio pro embryone. Neue Argumente zum moralischen Status menschlicher Embryonen“, in: Gregor Damschen / Dieter Schönecker (eds.): Der moralische Status menschlicher Embryonen. Argumente pro und contra Spezies-, Kontinuums-, Identitäts- und Potentialitätsargument, de Gruyter, Berlin 2003, 187–267 (mit Gregor Damschen).
- „Sixteen Days? A Reply to B. Smith and B. Brogaard“, in: The Journal of Medicine & Philosophy, 31, 2006, 165–175 (mit Gregor Damschen und Alfonso Gomez-Lobo).
- „Zukünftig φ. Über ein subjektivistisches Gedankenexperiment in der Embryonendebatte“, in: Jahrbuch für Wissenschaft und Ethik, Bd. 8 (2003), 67–93 (mit Gregor Damschen).
- „Textvergessenheit in der Philosophiehistorie“, in: Dieter Schönecker / Thomas Zwenger (Hrsg.): Kant verstehen/Understanding Kant. Über die Interpretation philosophischer Texte, Wissenschaftliche Buchgesellschaft, Darmstadt 2001, 159–181.
- „How is a categorical imperative possible? Kant’s deduction of the moral law in Groundwork III“, in: Christoph Horn / Dieter Schönecker (Hrsg.): „Kant’s Groundwork for the Metaphysics of Morals. New Interpretations“, Berlin 2006, 302–324.
- „The Transition from Common Rational to Philosophical Rational Moral Knowledge in the Groundwork“, in: Kant's Moral and Legal Philosophy, edited by Karl Ameriks and Otfried Höffe, Cambridge University Press, 2009, 93–122.
- „Die ‚Art von Zirkel‘ im dritten Abschnitt von Kants Grundlegung“, in: Allgemeine Zeitschrift für Philosophie 22 (1997), 189–202.
- „Kein Sein, keine Einzelnheit. Hegel über die Vernunft der sinnlichen Gewißheit“, in: Internationales Jahrbuch des Deutschen Idealismus / International Yearbook of German Idealism, 1, 2003, 241–269.
- „Kant’s Moral Intuitionism: The Fact of Reason and Moral Predispositions“, in: Kant Studies online, 1, 2013, 1–38 (online; PDF; 420 kB).
- „Das gefühlte Faktum der Vernunft. Skizze einer Interpretation und Verteidigung“, in: Deutsche Zeitschrift für Philosophie, Heft 1, 2013, 91–107.